# Panama (kapelusz)

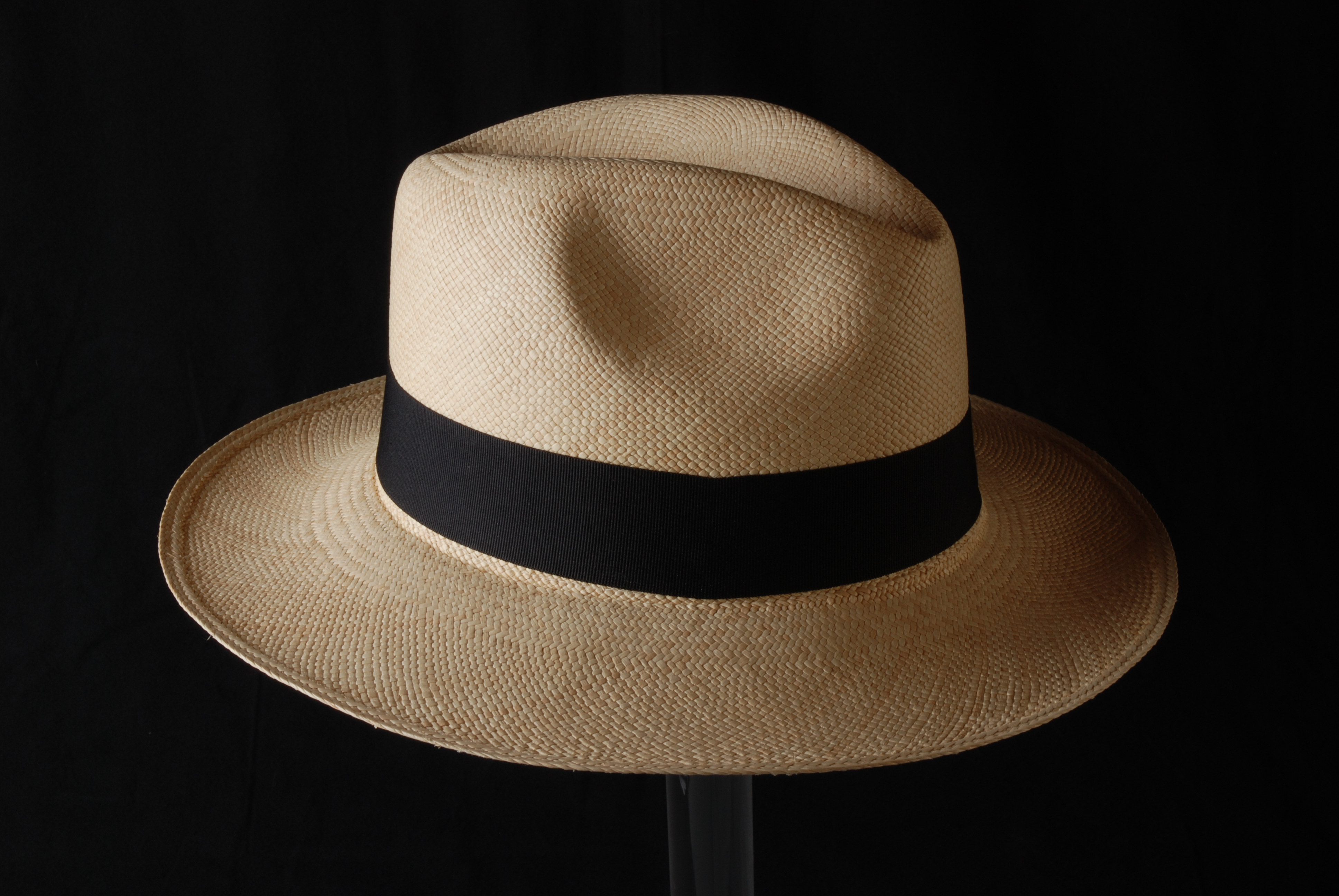
Panama

Panama – tradycyjny kapelusz robiony z liści łyczkowca dłoniastego – rośliny z rodziny okolnicowatych. Pomimo swojej nazwy pochodzi nie z Panamy, ale z Ekwadoru. Jego nazwa przyjęła się w czasie budowy Kanału Panamskiego, kiedy stał się popularny w Stanach Zjednoczonych. 
Największym producentem panam jest ekwadorskie miasto Cuenca, a najbardziej znanym ośrodkiem, głównie ze względu na jakość, miasto Montecristi.

## Jakość
Głównym kryterium jakości kapelusza panama, najbardziej wpływającym na jego cenę, jest liczba włókien na cal, liczona zarówno poziomo jak i pionowo, oraz iloczyn tych dwóch parametrów, czyli Montecristi Cuenta – podstawowy parametr jakości kapeluszy używany przez Montecristi Foundation. 
Producenci stosują własne parametry jakościowe, numeryczne (Grade 1, Grade 2, itd.) lub słowne (Fino, Fino Fino, Super Fino), lecz nie są one obiektywne i nie są porównywalne pomiędzy różnymi wytwórniami czy dystrybutorami. 
Na ocenę jakości kapelusza wpływają też: jakość plecienia i liczba błędów, kolor i jego równomierność, oraz kształt. 